# Takasu
Takasu (jap. 鷹栖町 Takasu-chō) – miasto w Japonii, w prefekturze Hokkaido, w podprefekturze Kamikawa. Według danych na rok 2020 miejscowość zamieszkiwało 6 567 mieszkańców , a gęstość zaludnienia wyniosła 47,1 os./km².